# Abelmoschus ficulneus
Abelmoschus ficulneus is een soort uit de kaasjeskruidfamilie (Malvaceae). De soort komt voor in Oost-Afrika, van Eritrea tot in Noord-Mozambique, op Madagaskar en in Zuid-Azië en Noord-Australië.
Het is een vezelachtige, vaste plant met een houtige stengel. De bloemen zijn roze of wit, met een donkerrood hart. 
... · 
A. esculentus (Okra) · 
A. ficulneus .
A. moschatus · 
...